# Kenrickodes semiumbrosa
Kenrickodes semiumbrosa là một loài bướm đêm trong họ Noctuidae.